# Československá basketbalová liga 1949/1950
Československá basketbalová státní liga 1949/1950 byla v Československu nejvyšší ligovou basketbalovou soutěží mužů, v ročníku ligy hrálo 10 družstev, z toho 3 ze Slovenska. Titul  mistra Československa získal Sokol Brno I., Sparta Praha skončila na 2. místě a Sokol Žižkov na 3. místě. O pořadí na 1. a 2. místě (Sokol Brno I., Bratrství Sparta Praha) a titulu mistra Československa rozhodlo celkové skóre. 
Konečné pořadí  1949/1950:
1. Sokol Brno I. (mistr Československa 1950) - 2. Sparta Praha - 3. Sokol Žižkov Praha - 4. NV Bratislava - 5. VŠ Bratislava - 6. Sokol Kolín - 7. Sokol Pražský - 8. ZNB Bratislava - 9. Spartak Hradec Králové - 10. Sokol Žabovřesky Brno

## Systém soutěže
- Všech deset družstev dvoukolově každý s každým (zápasy doma - venku), každé družstvo 18 zápasů.
- V níže uvedených tabulkách ve sloupci označeném "N" je počet zápasů, které u družstva skončily nerozhodně.

## Československá basketbalová státní liga 1949/1950
| Poř. | Tým                    | Z  | V  | P  | N | Skóre   | Body |
| ---- | ---------------------- | -- | -- | -- | - | ------- | ---- |
| 1.   | Sokol Brno I.          | 18 | 16 | 2  | 0 | 874:581 | 32   |
| 2.   | Sparta Praha           | 18 | 16 | 2  | 0 | 693:488 | 32   |
| 3.   | Sokol Žižkov           | 18 | 13 | 5  | 0 | 572:525 | 26   |
| 4.   | NV Bratislava          | 18 | 11 | 7  | 0 | 677:586 | 22   |
| 5.   | VŠ Bratislava          | 18 | 9  | 9  | 0 | 588:573 | 18   |
| 6.   | Sokol Kolín            | 18 | 9  | 9  | 0 | 670:663 | 18   |
| 7.   | Sokol Pražský          | 18 | 7  | 10 | 1 | 619:617 | 15   |
| 8.   | ZNB Bratislava         | 18 | 4  | 13 | 1 | 574:707 | 9    |
| 9.   | Spartak Hradec Králové | 18 | 4  | 14 | 0 | 561:728 | 8    |
| 10.  | Sokol Žabovřesky       | 18 | 0  | 18 | 0 | 476:836 | 0    |

## Sestavy (hráči, trenéři) 1949/1950
- Sokol Brno I.: Ivo Mrázek, Jan Kozák, Lubomír Kolář, Radoslav Sís,  Miloš Nebuchla, Helan. Trenér L. Polcar
- Sparta Praha: Jindřich Kinský, Miroslav Škeřík, Josef Ezr, Jiří Matoušek, Lubomír Bednář, Vančura. Trenér Miloslav Kříž
- Sokol Žižkov: Josef Toms, Miloslav Kodl, Skronský, Franc, Kocourek, Adamíra.
- NV Bratislava: Eugen Horniak, Gustáv Herrmann, Rudolf Stanček, Milan Maršalka, Filkus, Moštenan, Mašek.
- VŠ Bratislava: Zoltán Krenický, Jozef Kukura, Jozef Kalina, Tiso, Kluvánek, Štěpánek.
- Sokol Kolín: Fučík, Linke, Picek, Pražák, Petráň, Hák
- Sokol Pražský: Emil Velenský, Karel Bělohradský, Jiří Drvota, Jiří Siegel, Styksa
- ZNB Bratislava: Josef Křepela, Kopal, Tarek, Jedlovský, Novák, Frúhwald, Pekník, Traindl, Hric, Podhájecký
- Spartak Hradec Králové: Michálek, Henzl, Vondrejs, Horký, Svoboda, Sedlák
- Sokol Žabovřesky Brno: Malý, Rychlý, Andrášek, Švihálek, Krejčí, Fridrich

## Zajímavosti
- Sokol Brno I. od sezóny 1945/46 v řadě do sezóny 1950/51 získal šest titulů mistra Československa, pátý byl v ročníku 1949/50.